# Александр Сергеевич Пушкин (масонская ложа)
Александр Сергеевич Пушкин — название двух масонских лож, первая из которых появилась в Париже, в Великой ложе Франции, в 1991 году, и вторая, основанная в 1999 году, находящаяся под юрисдикцией Великой ложи России.

## Ложа «Александр Сергеевич Пушкин» № 1101 ВЛФ
Попытку продолжить единую масонскую работу членов различных послушаний предпринял основатель общества «А. С. Пушкин» К. В. Мильский, который стремился создать новую русскую ложу в Париже. Эта ложа, также названная «А. С. Пушкин», была открыта в Париже в январе 1991 года под эгидой
Великой ложи Франции, и была зарегистрирована в её реестре под № 1101.
Руководители ложи «А. С. Пушкин» смогли через радиостанцию «Свобода» провести ряд передач о масонстве, получили отклики из России и пригласили нескольких россиян для принятия в масонство в Париж, что и произошло в июне 1991 года.
Свои работы ложа проводила на русском языке, но в середине 2000-х перешла на французский язык.

## Ложа «Александр Сергеевич Пушкин» № 11 ВЛР
Ложа была учреждена 12 июня 1999 года в Москве под юрисдикцией Великой ложи России. В реестр ВЛР ложа вошла под № 11.